# Prudential Tower
Der Prudential Tower ist ein Wolkenkratzer in Boston in den Vereinigten Staaten von Amerika. Er ist mit 229 Metern nach dem John Hancock Tower das zweithöchste Gebäude in Boston, wurde von 1960 bis 1964 errichtet und hat 52 Stockwerke. Seine Aussichtsplattform im fünfzigsten Stock ist die höchste zugängliche in Neuengland, da seit den Terroranschlägen vom 11. September 2001 die höher gelegene Plattform auf dem John Hancock Tower geschlossen ist. Während er zum Zeitpunkt seiner Fertigstellung noch das höchste Gebäude der Welt außerhalb von New York war, liegt er heute nach Antennenhöhe gemessen auf Platz 44 der höchsten Gebäude der Vereinigten Staaten.